# Odorrana gigatympana
Odorrana gigatympana es una especie de anfibio anuro de la familia Ranidae.

## Distribución geográfica yhábitat
Es endémica del centro de Vietnam. Su rango altitudinal oscila entre 1150 y 1250 m s. n. m..